# Bart De Clercq
Bart De Clercq (Zottegem, 26 augustus 1986) is een Belgisch voormalig wielrenner die vooral uitblonk in het klimmen. Hij was profrenner van 2011 tot 2019. Zijn belangrijkste overwinningen waren een etappe in de Ronde van Italië 2011 en de koninginnenrit in de Ronde van Polen 2015. 

## Carrière
De Clercq reed zijn eerste officiële wielerwedstrijd pas op 21-jarige leeftijd. Met een zomervergunning stond hij aan de start van de beloftenwedstrijd in Rozebeke, waar hij solo als eerste finishte. Anderhalve maand later behaalde hij in het Belgisch kampioenschap wielrennen voor beloften een achtste plaats op het zware parcours in La Roche-en-Ardenne. Hierdoor kon hij in 2009 zijn eerste volledige seizoen als belofterenner afwerken bij de Davo-Lotto-Davitamon U23-ploeg. Twee jaar later tekende hij zijn eerste profcontract bij de ProTour-ploeg Omega Pharma-Lotto.
Als neoprof won hij in zijn eerste grote ronde de eerste bergetappe met aankomst bergop. In de zevende etappe in de Ronde van Italië 2011 bleef hij net uit de greep van de aanstormende topfavorieten. 
In 2015 won hij de vijfde etappe in de Ronde van Polen en veroverde de leiderstrui. Hij werd uiteindelijk tweede in het eindklassement, op amper twee seconden van de eindwinnaar.
Het jaar nadien liet De Clercq zich onder meer opmerken met sterke prestaties in de vierdaagse Ronde van de Ain. Uiteindelijk ontglipte de eindwinst in deze rittenkoers hem met één seconde. Wel mocht hij met de bollentrui op het eindpodium pronken.  
Vanaf 2018 reed De Clercq in loondienst van Wanty-Groupe Gobert. Door een zware valpartij op training en de bijbehorende langdurige revalidatie kwam hij dat seizoen echter niet in actie voor het team. In 2019 kon hij wel opnieuw zijn plek innemen in het peloton. De aanslepende gevolgen van de blessure zorgden er echter (mede) voor dat hij aan het einde van het seizoen een punt zette achter zijn profcarrière.   

## Overwinningen
2009
1e etappe Ronde van Namen
2010
Eindklassement Tour de Moselle
2011
7e etappe Ronde van Italië
2015
5e etappe Ronde van Polen
2016
Bergklassement Ronde van de Ain

## Resultaten in voornaamste wedstrijden
| Jaar | Ronde van Italië | Ronde van Frankrijk | Ronde van Spanje |
| ---- | ---------------- | ------------------- | ---------------- |
| 2011 | 26e (1)          |                     |                  |
| 2012 | 40e              |                     | 17e              |
| 2013 |                  | 38e                 | opgave           |
| 2014 |                  | opgave              | 34e              |
| 2015 |                  |                     | 14e              |
| 2016 |                  |                     | 53e              |
| 2017 | opgave           |                     | 40e              |
| 2018 |                  |                     |                  |
| 2019 |                  |                     |                  |

| Jaar | Amstel Gold Race | Luik-Bast.‑Luik | Ronde van Lombardije | Waalse Pijl | Clásica San Sebastián |  | Wereldranglijsten |
| ---- | ---------------- | --------------- | -------------------- | ----------- | --------------------- |  | ----------------- |
| 2011 |                  |                 | opgave               |             |                       |  | 135e (UWT)        |
| 2012 |                  | opgave          | opgave               |             | 52e                   |  | 165e (UWT)        |
| 2013 | 70e              | 126e            | 48e                  | 40e         |                       |  |                   |
| 2014 | 83e              | opgave          | 57e                  | 50e         |                       |  |                   |
| 2015 |                  | opgave          | 40e                  | 66e         |                       |  | 43e (UWT)         |
| 2016 |                  | opgave          | opgave               | 63e         |                       |  |                   |
| 2017 | opgave           | 81e             |                      | 65e         |                       |  |                   |
| 2018 |                  |                 |                      |             |                       |  |                   |
| 2019 |                  |                 |                      | opgave      |                       |  |                   |

### Resultaten in kleinere rondes
| Jaar | Parijs-Nice | Ronde van Zwitserland | Critérium du Dauphiné | Tirreno-Adriatico | Ronde van Romandië | Ronde van Catalonië | Ronde van Polen | Ronde van Peking |
| ---- | ----------- | --------------------- | --------------------- | ----------------- | ------------------ | ------------------- | --------------- | ---------------- |
| 2011 | 72e         |                       |                       |                   | 29e                | opgave              | opgave          | 15e              |
| 2012 | 110e        | 14e                   |                       |                   |                    |                     |                 |                  |
| 2013 | 17e         |                       | opgave                |                   |                    |                     |                 |                  |
| 2014 |             |                       |                       | 49e               | opgave             |                     | 38e             |                  |
| 2015 |             |                       | 35e                   | 72e               | 47e                | 16e                 | ↑ (1)           |                  |
| 2016 |             |                       | 15e                   | 79e               | opgave             | 25e                 | 11e             |                  |
| 2017 |             | opgave                | 18e                   |                   | opgave             | 63e                 | 15e             |                  |
| 2018 |             |                       |                       |                   |                    |                     |                 |                  |
| 2019 |             |                       | opgave                |                   |                    | opgave              |                 |                  |

(*) tussen haakjes aantal individuele etappe-overwinningen

## Ploegen
- 2011 –  Omega Pharma-Lotto
- 2012 –  Lotto-Belisol
- 2013 –  Lotto-Belisol
- 2014 –  Lotto-Belisol
- 2015 –  Lotto Soudal
- 2016 –  Lotto Soudal
- 2017 –  Lotto Soudal
- 2018 –  Wanty-Groupe Gobert
- 2019 –  Wanty-Groupe Gobert

## Trivia
- Bart De Clercq heeft een relatie met wielrenster Sofie De Vuyst. In 2015 zaten ze beide in de Belgische selectie voor de Europese Spelen in Bakoe. De Vuyst behaalde in haar wedstrijd als eerste Belgische een 12e plaats, De Clercq vertegenwoordigde België in een van de eerste grote ontsnappingen van de dag, die pas diep in de finale terug gevat werd. Hij werd uiteindelijk 43e.